# Viaduc des Farges

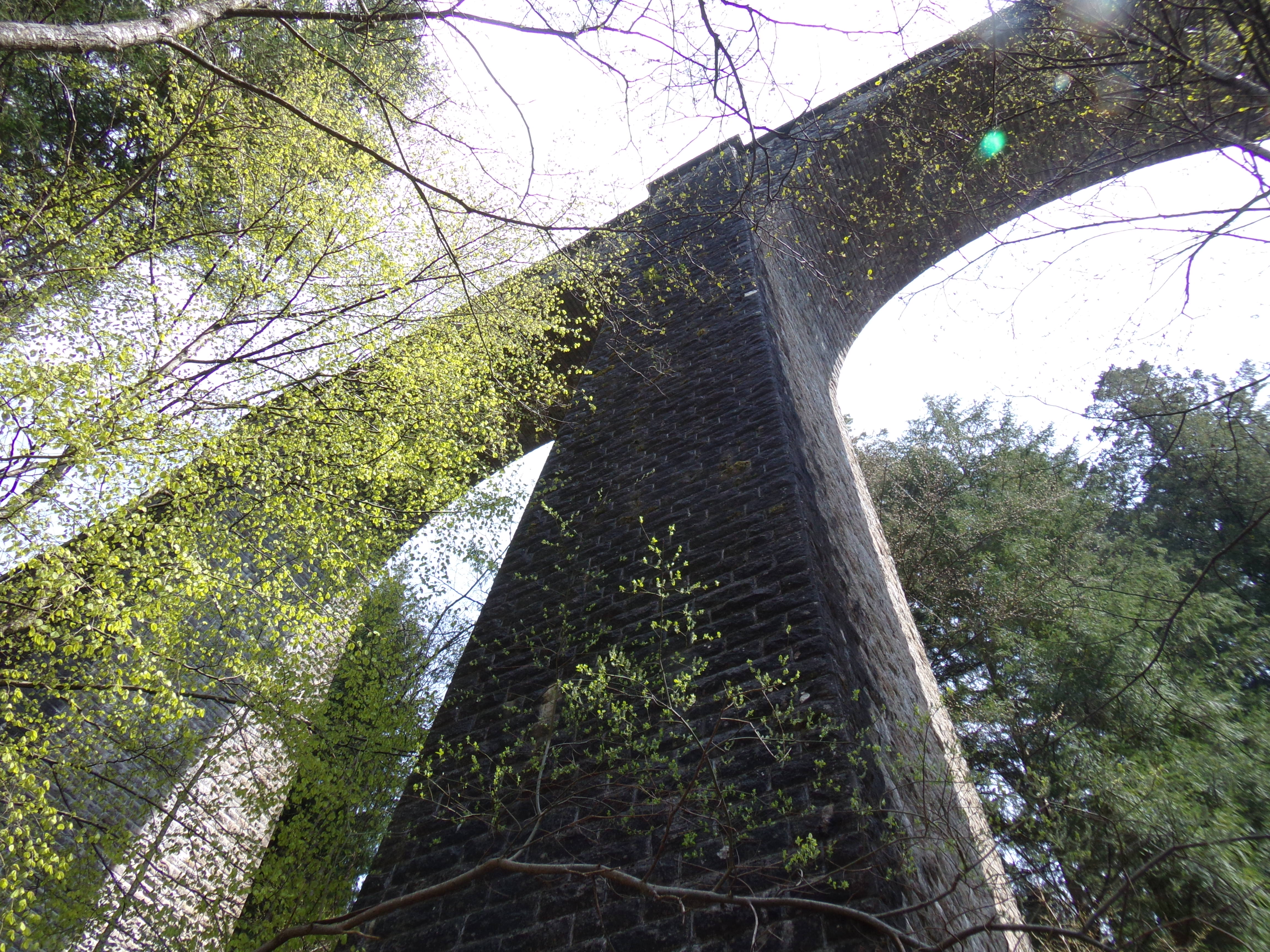
Viaduc des Farges, 2016

Das Viaduc des Farges ist eine Eisenbahnbrücke an der Bahnstrecke Le Palais–Eygurande-Merlines. Es überquert auf der Gemarkung der Gemeinde Meymac im Département Corrèze das Tal des Ruisseau du Cheny und des Ruisseau du Cloup.
Die 210 Meter lange und bis zu 34 Meter hohe Brücke mit elf Kreisbögen wurde 1881 bis 1883 nach Plänen eines amerikanischen Ingenieurs errichtet. Die Betriebsaufnahme erfolgte am 8. Oktober 1883. Am 21. Februar 1944 brachte die Résistance auf dem Viadukt einen mit Waffen und Munition für die deutsche Wehrmacht bestimmten Zug zum Entgleisen.
Das Viadukt wird heute noch von Zügen des Regionalverkehrs zwischen Limoges und Ussel befahren.